# Oliver Szerkus
Oliver Szerkus (* 4. Juli 2003 in Berlin) ist ein deutscher Schauspieler und Synchronsprecher.

## Leben
Szerkus wuchs bilingual mit den Sprachen Deutsch und Polnisch auf. Im Jahr 2011 stand er vor der Kamera für Shake it up, Hänsel und Gretel: Hexenjäger und Gute Zeiten, schlechte Zeiten. In den Jahren 2012 und 2013 ging er mit der Landgraf Musical-Produktion Eine Weihnachtsgeschichte als Tiny Tim auf Tournee. Außerdem trat er an seiner Schule dem Kurs für Darstellende Kunst bei und wurde 2018 Teil des jungen Ensembles (YAS) des Schlosspark Theaters in Steglitz-Zehlendorf. Dort spielte Szerkus verschiedene Rollen für das Stück Ali Baba und die 40 Räuber (2018) und das Musical Oh, wie schön ist Panama (2019–2020). Zur selben Zeit besuchte er die Musical-Schule Stagefactory, wo er an Tanz-, Gesang- und Schauspielkursen teilnahm.
Für die Serie Nicky, Ricky, Dicky & Dawn synchronisierte er Aidan Gallagher in der  Rolle Nicky Harper. Außerdem sprach er Kion in der Serie Die Garde der Löwen und Spidey/Peter Parker in der Serie Spidey und seine Super-Freunde.

## Filmografie (Auswahl)
- 2011, 2023–2024: Gute Zeiten, schlechte Zeiten (Fernsehserie)
- 2011: Shake It Up – Tanzen ist alles (Shake It Up)
- 2011: Der Kriminalist
- 2012: Schmidt – Chaos auf Rezept
- 2012: Mandy will ans Meer
- 2013: Hänsel und Gretel: Hexenjäger (Hansel & Gretel: Witch Hunters)
- 2014: In aller Freundschaft (Folge: Auf unbekanntem Terrain)
- 2014: ZDFzeit – Zweiter Weltkrieg
- 2019: Lucie. Läuft doch!
- 2022: Praxis mit Meerblick – Rügener Sturköpfe, Dornröschen
- 2022: Stralsund: Tote Träume
- 2024: In aller Freundschaft – Die jungen Ärzte (Folge: Einzug)
- 2025: Bettys Diagnose (Folge: Mitten ins Herz)
- 2025: SOKO Potsdam: Kassensturz (Fernsehserie, eine Folge)

## Synchronrollen (Auswahl)
Jaeden Martell
- 2017: The Book of Henry als Henry Carpenter
- 2017: Es als Bill Denbrough
- 2019: Es Kapitel 2 als junger Bill Denbrough
- 2020: The Lodge als Aidan

Finn Wolfhard
- 2021: Ghostbusters: Legacy als Trevor Spengler
- 2022: Guillermo del Toros Pinocchio als Kerzendocht
- 2024: Ghostbusters: Frozen Empire als Trevor Spengler

Amir Wilson
- 2019–2022: His Dark Materials als Will Parry
- 2020: Der geheime Garten als Dickon

Sam Nivola
- 2023: Maestro als Alexander Bernstein
- 2025: The White Lotus als Lochlan Ratliff

### Filme
- 2013: Sean Connor Renwick in Snowpiercer als Sergio
- 2015: Alexander Garfin in Die Peanuts – Der Film als Linus
- 2016: Max Charles in Die Garde der Löwen: Das Gebrüll ist zurück als Kion
- 2016: Alex R. Hibbert in Moonlight als Little
- 2022: Christian Monaldi in Zwei wie Pech und Schwefel als Sorriso (jung)
- 2022: Ryan Sell in Zeiten des Umbruchs als Ted Graff
- 2022: Francesco Gheghi in Der unsichtbare Faden als Leone Ferrari
- 2022: Tyler Lofton in Über mir der Himmel als Marcus Fontaine
- 2022: Chosen Jacobs in Sneakerella als El
- 2022: Conor William Wright in Mr. Harrigan’s Phone als U-Boat
- 2022: Milo Campanale in Liebe für Erwachsene als Johan
- 2022: Dalmar Abuzeid in HollyBlood als Javi
- 2022: Gaten Matarazzo in Der Drache meines Vaters als Boris
- 2022: Leonidas Castrounis in Big Gold Brick als Edward
- 2022: Eli Golden in 13: Das Musical als Evan Goldman

### Serien
- seit 2014: Peanuts – Die neue Serie als Linus
- 2014–2018: Aidan Gallagher in Nicky, Ricky, Dicky & Dawn als Nicky Harper
- 2015–2019: Max Charles in Die Garde der Löwen als Kion
- 2016–2019: Mason Cook in Speechless als Raymond DiMeo
- 2020: Dante Brown in Dash & Lily als Boomer
- 2021: Mamadou Haidara in Lupin als Assane Diop (jung)
- seit 2021: Benjamin Valic in Spidey und seine Super-Freunde als Peter Parker / Spidey
- 2021–2025: Dallas Dupree Young in Cobra Kai als Kenny Payne
- 2022: Matt Lintz in Ms. Marvel als Bruno Carrelli
- seit 2025: Zeno Robinson in Der freundliche Spider-Man aus der Nachbarschaft als Harry Osborn

### Videospiele
- 2024: Star Wars Outlaws als Temmin Wexley